# Atropa belladonna

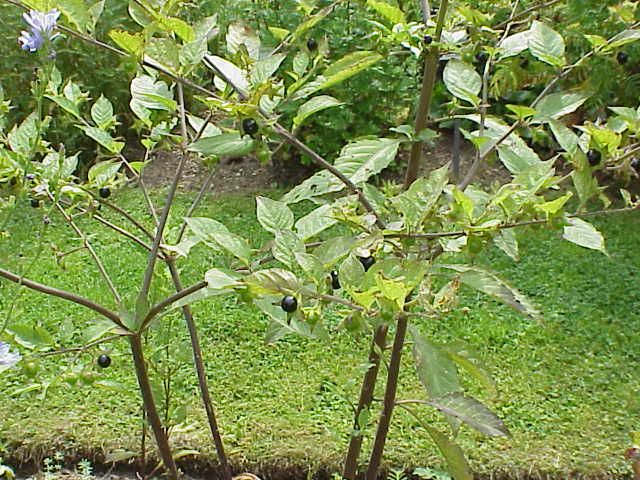
Hábito da espécie.

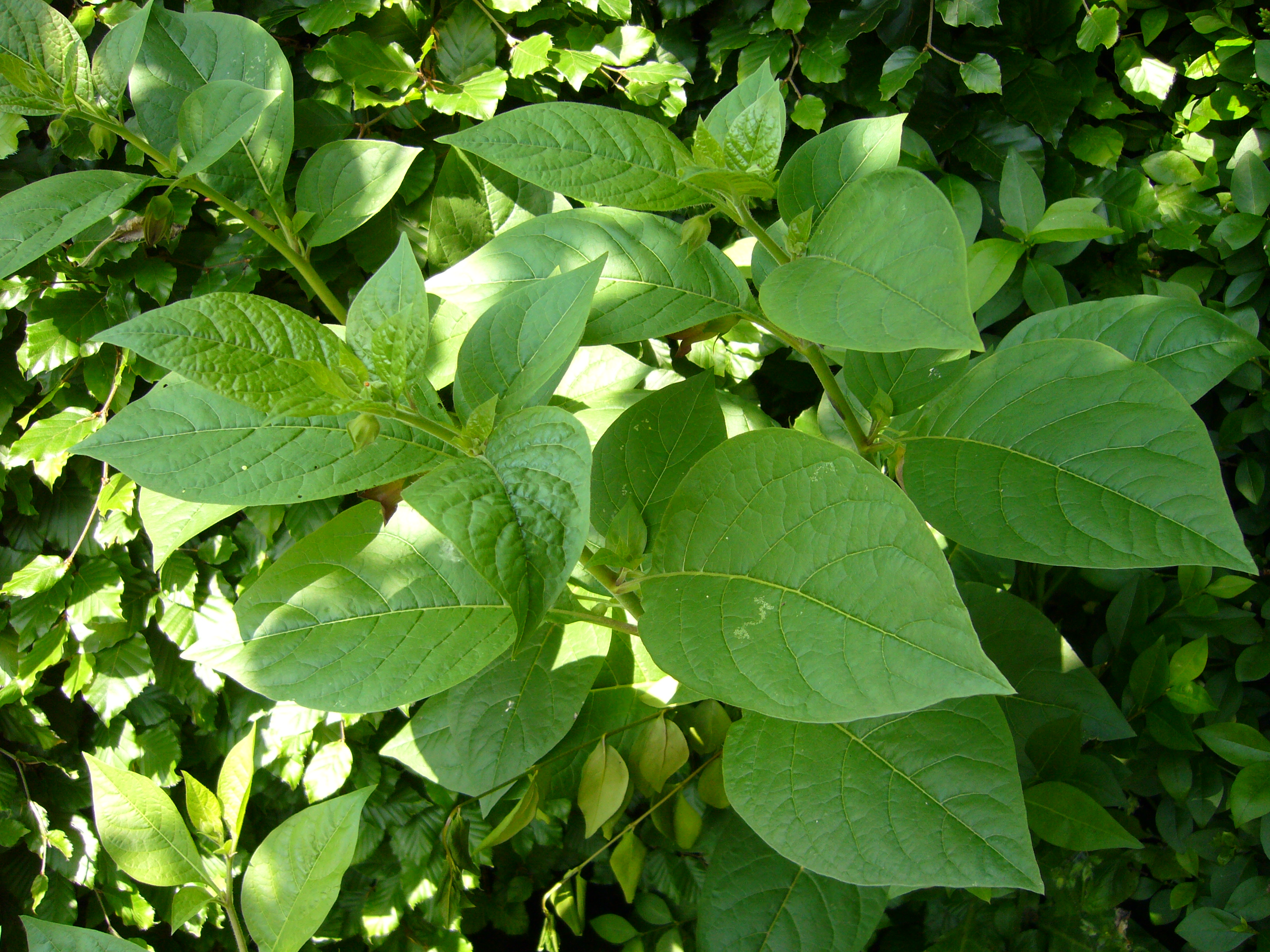
Folhagem da espécie.

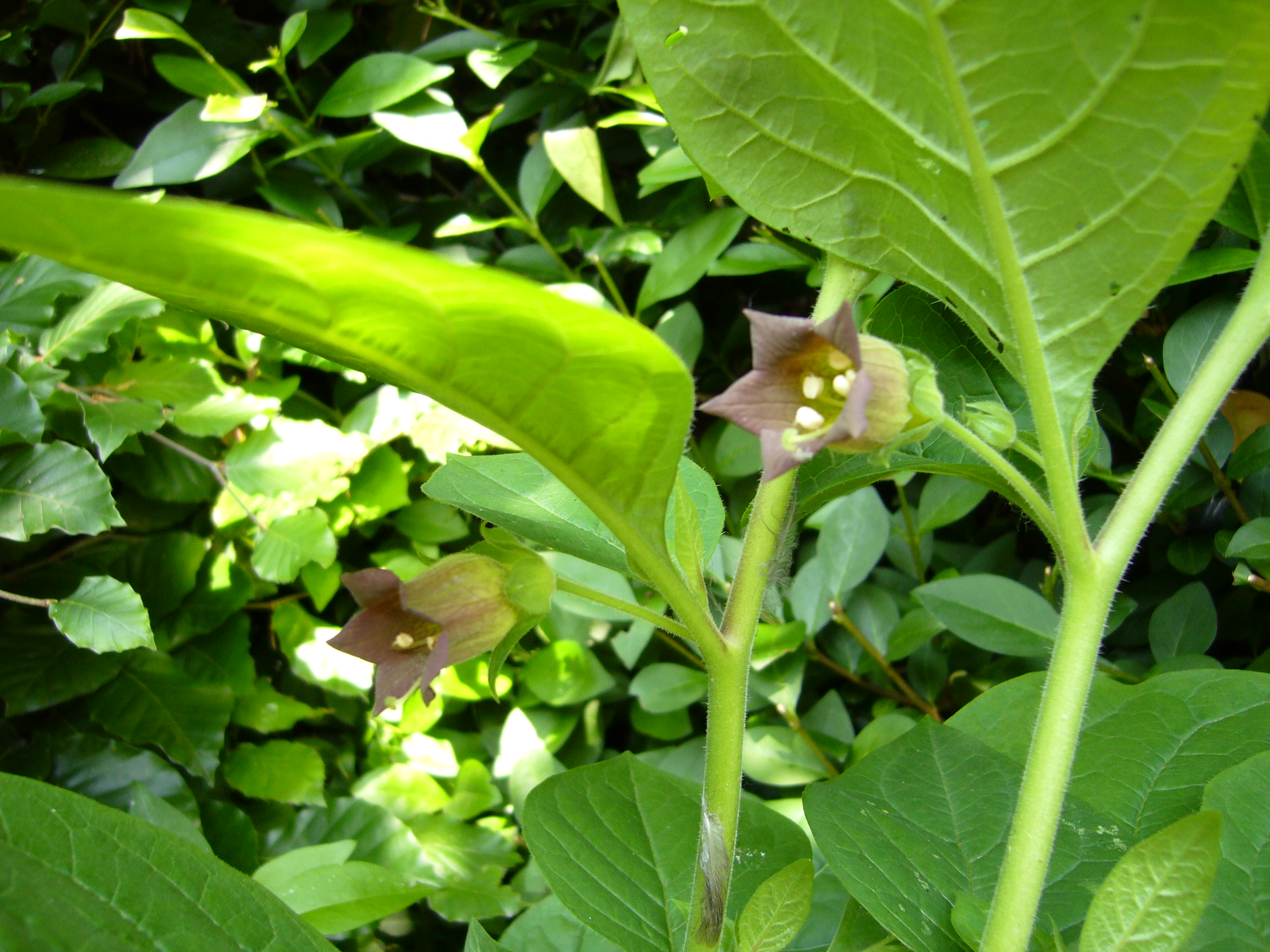
Flor de beladona.

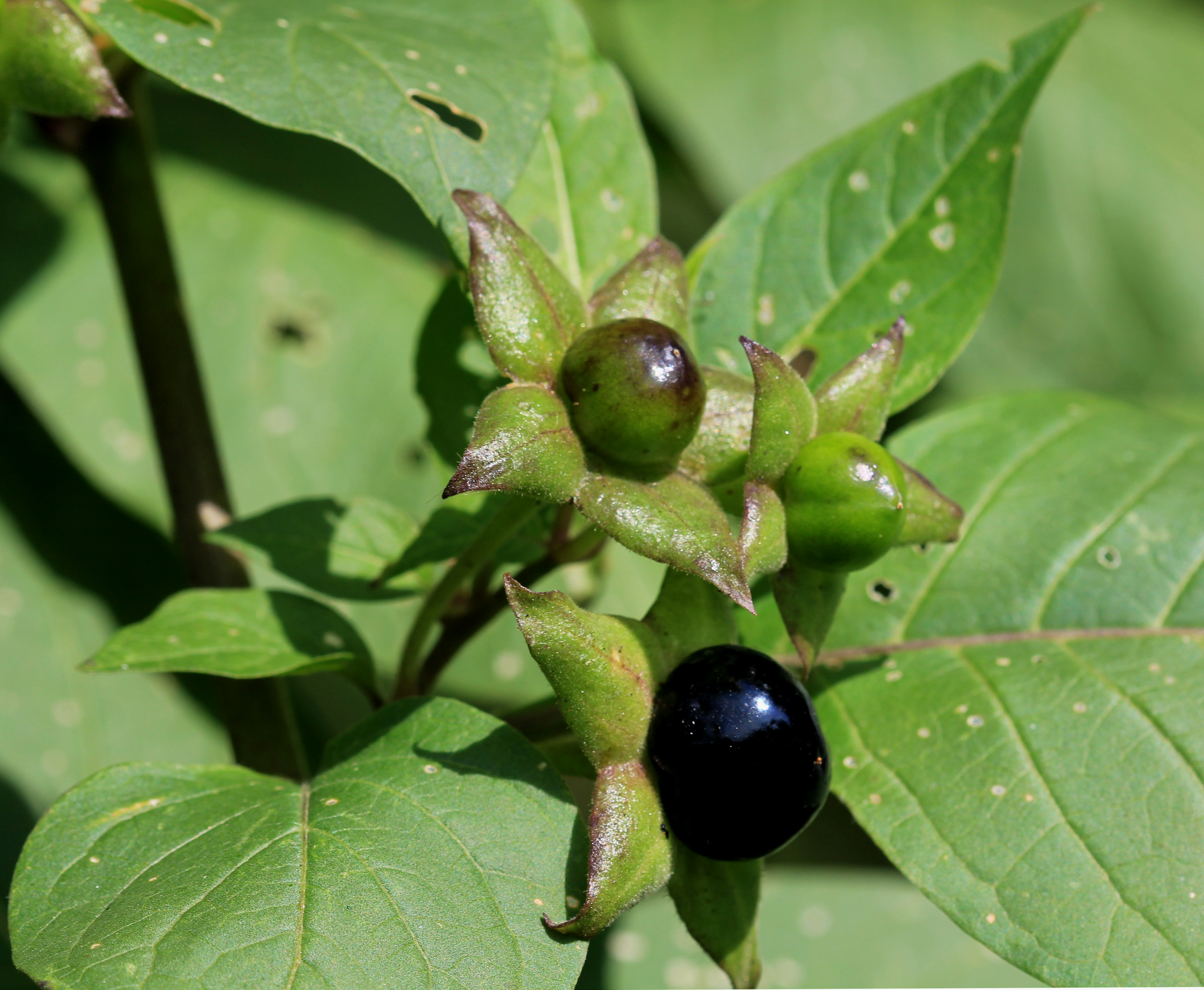
Bagas de beladona.

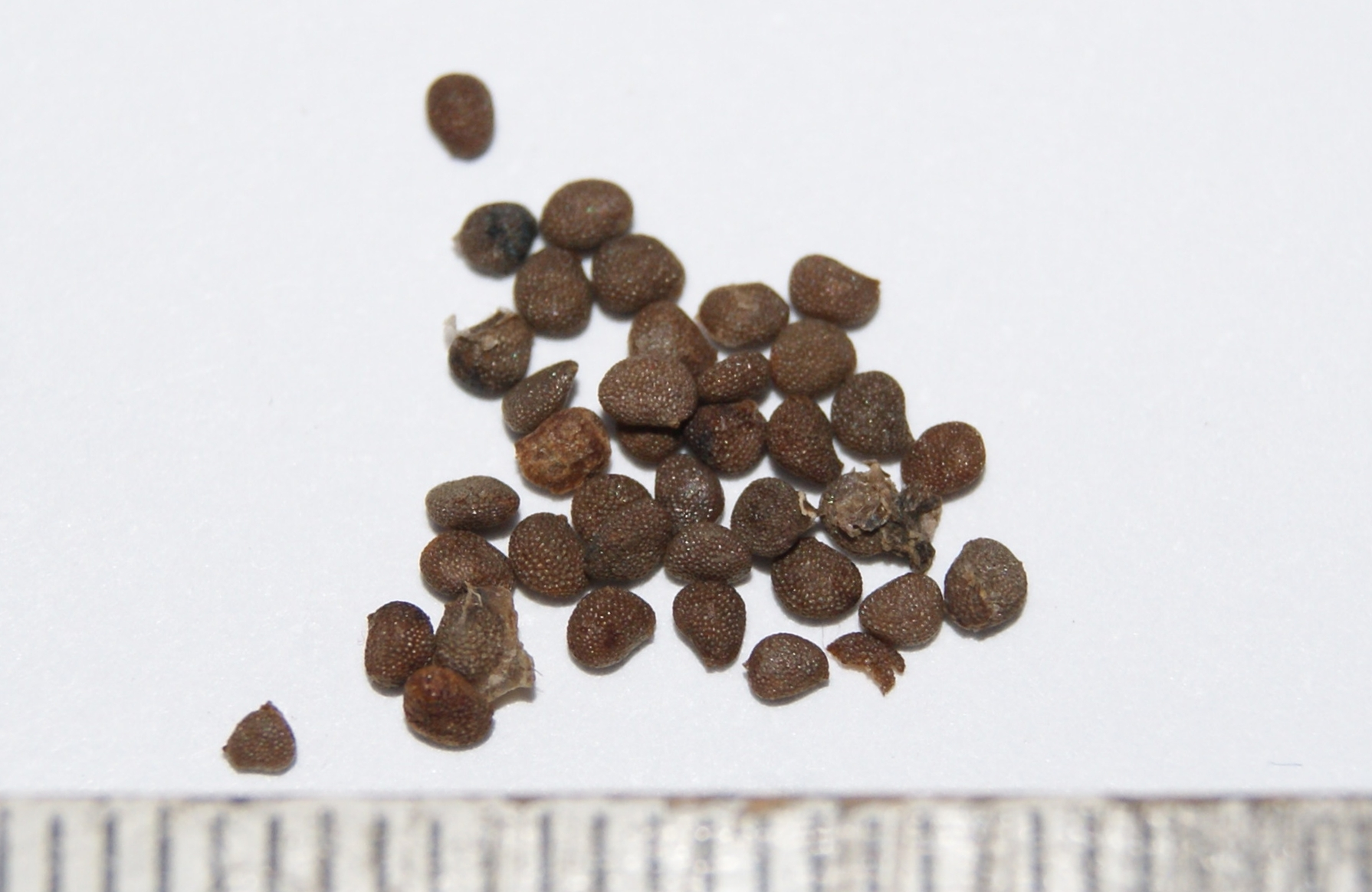
Sementes de beladona.

Atropa belladonna L., conhecida pelo nome comum de beladona,  é uma planta subarbustiva perene pertencente à família Solanaceae, com distribuição natural na Europa, Norte de África e Ásia Ocidental e naturalizada em partes da América do Norte. A espécie é pouco tolerante à exposição directa à radiação solar, preferindo habitats sombrios com solos ricos em limo e húmidos, principalmente à beira de rios, lagos e represas.
A espécie A. belladonna não deve ser confundida com a amarílis, a espécie Amaryllis belladonna, uma herbácea bulbosa, da família das amarilidáceas. Outra planta comumente confundida com a beladona é a Solanum americanum, popularmente conhecida como maria-pretinha.

## Descrição
Planta perene e herbácea, da família das solanáceas, apresentando-se frequentemente como um subarbusto que se desenvolve a partir de um rizoma carnoso. Os espécimes em locais favoráveis crescem até 1,5 m de altura, com folhas largas e ovaladas com até 18 cm de comprimento. Os ramos são talosos, muito ramificados, lenhosos na base.
As flores são campaniformes, vistosas, de coloração púrpura, mas com reflexos verdes a verdosas e um discreto odor desagradável. Há uma forma com folhagem de coloração verde-pálida, que produz flores amarelas e frutos de cor amarelo-pálida, recebendo a designação de Atropa belladonna var. lutea.
Os frutos são bagas com aproximadamente 1 cm de diâmetro, inicialmente de cor verde, mas adquirindo uma coloração negro brilhante quando completamente maduras. As bagas são doces, ricas em atropina, sendo consumidas pelas aves.
As sementes são pequenos grãos de cor acastanhada, ricos em alcaloides tóxicos, que são dispersas com os excrementos, estando por isso adaptadas a atravessar incólumes o sistema digestivo das aves. A germinação é frequentemente difícil, devido ao tegumento duro e rugoso que recobre as sementes, o qual aparenta causar latência. A germinação demora várias semanas sob condições de temperatura variável, mas pode ser acelerada recorrendo ao uso de ácido giberélico.
Estudos de citologia mostraram que o número de cromossomas de Atropa belladonna e seus taxa infra-específicos é n=25.
Devido à sua elevada toxicidade, a Atropa belladonna utiliza-se raramente em jardinagem, mas por vezes é plantada pelos seus grandes frutos vistosos.
A cultura pode ser feita mediante sementeira ou por reprodução vegetativa, sendo contudo recomendável o uso das sementes. Dada a possibilidade de latência, as sementes devem ser postas em água quente por algumas horas antes de semear. Demoram algum tempo a germinar e requerem humidade e calor, e mesmo que sejam mantidas todas as condições necessárias, a taxa de germinação não é alta.
Para um bom desenvolvimento vegetativo, as plantas necessitam de um substrato rico em matéria orgânica num ambiente húmido e sombrio. Os nitratos e os sais amoniacais são os melhores adubos para aumentar a concentração de alcaloides na planta.
A espécie é considerada uma erva daninha em algumas regiões onde coloniza zonas com solos alterados eutrofizados, colinas florestadas e áreas muito enriquecidas em matéria orgânica, incluindo restos carboníferos. Encontra-se naturalizada em algumas regiões da América do Norte, onde ocorre em geral em lugares sombreados e húmidos de solo alcalino.

## Designação e taxonomia
Por ter uma longa história de utilização farmacológica e pela sua toxicidade, à semelhança do que acontece com as espécies do género  Datura ou com a mandrágora, esta planta tem sido objecto de crenças, lendas e efabulações de todo o tipo, o que continua a ocorrer na actualidade. Foi utilizada no Antigo Egipto como narcótico, pelos assírios para "afastar os pensamentos tristes" e o seu uso teve larga difusão na Europa devido ao seu uso em bruxaria desde a Idade Média.
Quando a espécie Atropa belladonna foi descrita por Lineu (Species Plantarum 1: 181), em 1753, o nome científico adoptado reflecte esses usos, já que deriva da utilização doméstica como cosmético que ao tempo se fazia na Europa, em especial em Itália, onde um extracto do fruto (ou mesmo uma baga em fresco) era colocado sobre os olhos das damas para provocar a dilatação da pupila, pois a atropina nele contida produz midríase. Como sabia que as mulheres utilizavam extractos de beladona nos olhos para dilatar as pupilas de modo a ficarem mais belas, Lineu utilizou o epíteto específico belladonna (em italiano: mulher bela). O nome genérico Atropa foi derivado de Atropos, uma das três Moiras que na mitologia grega controlavam o destino (uma o nascimento, outra o prolongamento da vida, e, finalmente, Atropos, responsável pelo corte do fio da vida, ditava a morte).

## Toxicidade
A beladona é uma das plantas mais tóxicas encontradas no hemisfério oriental. A ingestão de apenas uma folha pode ser fatal para um adulto, embora a toxicidade possa variar em função do estado vegetativo da planta, da sua idade e de factores genéticos e ambientais. A raiz da planta é geralmente a parte mais tóxica.
Apesar de todas as partes da planta conterem alcalóides, as bagas constituem o maior perigo por serem atractivas, com a sua aparência negra e brilhante e sabor adocicado. A ingestão de quantidades superiores a cinco bagas pode ser fatal para um adulto.
Devido ao facto de seus frutos, quando ingeridos puros ou na forma de tisanas, provocarem efeitos psicoactivos (alucinações), a planta é utilizada como droga recreativa. É também utilizada como matéria prima na composição de um medicamentos homeopáticos, com destaque para aquele que é comercializado com o seu nome comum. É igualmente substância activa em medicamentos regulamentados pelo Infarmed, nomeadamente em antiespasmódicos utilizados para controlar espasmos da laringe e das cordas vocais e no tratamento de traqueítes.
Os sintomas de envenenamento por beladona são os mesmos que os da atropina, e incluem pupilas dilatadas, taquicardia, alucinação, visão desfocada, garganta seca, constipação e retenção urinária. A pele pode secar. O principal antídoto utilizado é a pilocarpina.
A toxicidade da beladona resulta da presença de um conjunto de princípios activos distribuídos em concentrações diversas pelas diferentes partes da planta:
- Nas partes aéreas — alcalóides tropânicos (0,03-0,06%) (nomeadamente l-hiosciamina (predominante na planta fresca), atropina (predominante na planta seca), norhiosciamina e noratropina), ésteres de escopanol (escopolamina ou hioscina e atroscina) e hidroxicumarina (escopoletol).
- Na raiz e rizomas — cumarinas (escopoletol, umbeliferona, hiosciamina, atropina, cuscohigrina, bellaradina).

Para além dos princípios activos atrás apontados, a planta é rica em hiosciamina, atropina, hiescina, escopolamina, piridina, ácido crisotrópico, taninos e amidos.
A presença em elevadas concentrações de alcalóides derivados dos tropanos (hiosciamina, atropina, escopolamina) convertem a beladona numa planta venenosa, capaz de provocar estados de coma ou morte se mal administrada. Em doses tóxicas provoca quadros alucinatórios e de delírio.
Apesar do evidente perigo de envenenamento, a planta é utilizada medicinalmente como dilatador da pupila (em oftalmologia) e como antiespasmódico, antiasmático e anticolinérgico. Correctamente utilizada em pneumologia é útil no controlo de espasmos bronquiais, embora possa acarrear desidratação das secreções.
Os extractos de beladona têm sido empregados desde há muito, e com relativo êxito, no tratamento dos sintomas da doença de Parkinson e das síndromes parkinsonianos. A sua utilização ajuda a prevenir efeitos colaterais adversos de outros tratamentos.
A beladona também se emprega em gastroenterologia, em doses baixas, como neuroregulador intestinal em casos de colon irritável e de colite ulcerosa.
Em doses moderadas pode servir como analgésico ou como anestesiante.
As bagas da beladona foram utilizadas durante séculos no tratamento tradicional de uma variedade de sintomas, incluindo dor de cabeça, sintomas associados à menstruação, úlcera péptica, reacção a histamínicos, inflamação e afecções dolorosas que afectam os movimentos.
Até finais do século XIX, as revistas de medicina ecléctica explicavam como preparar uma tintura de beladona para administração directa aos pacientes.
Os preparados homeopáticos de beladona são vendidos como tratamentos para várias enfermidades. Embora alguns autores afirmem que não há evidência científica que comprove a sua eficácia clínica na concentração 30 C, sua eficácia pode ser verificada em outras concentrações.